# ポサード
ポサード（ウクライナ語 / ロシア語: Посад [ポサード / パサート]、ベラルーシ語: Пасад [パサード]。）はキエフ・ルーシ期 - 帝政ロシア期に用いられた、城塞（クレムリもしくはデティネツ）の外の市場や商工業者の密集して住まう地区を指す用語である。

## 名称の変遷
ポサードという言葉の原義は移住地という意味である。キエフ・ルーシ期には、一般的に都市（城塞で囲まれた内側）は丘の上にあり、城塞外にある居住地はそれより下部に位置していたことから、城塞外の居住地域はポドール（ロシア語: подол。現代ロシア語では裾、方言で山麓の意。）と呼ばれていた。また商工業者の居住地はリャドク（ロシア語: Рядок)と呼ばれていた。城塞外の商工業者の居住地域をポサードと呼び始めたのは、12世紀 - 13世紀のウラジーミル大公国での名称・用法が定着したものである。ポサードは1923年 - 1929年の行政改革期にポショーロク（посёлок）と改名された。現在ではパヴロフスキー・ポサード、セルギエフ・ポサードなどの自治体名や、都市内の地区の名などに、ポサードの名が残っている。

## 集落の変遷
キエフ・ルーシ期
キエフルーシ期のポサード（前節のポドール・リャドクをまとめた、城塞の外にある商工業者の居住地を指す。以下、ポサードの用法は同じ。）には商人・職人が住み、市場があった。市場では陶器・武具・ガラス製品・銅製品・イコン・服・食品・食塩・蝋等が売られていた。大都市のほとんどにはポサードが付随していた。しかし都市が攻撃を受けたときには、攻撃か放火によって完全に破壊されるのが常だった。ポサードの住民は城塞内に逃れるか、もしくは殺されるかであった。これは都市が小規模である場合や、急襲を受けた場合には、城塞の門はすぐさま閉じざるを得なかったためでもある。

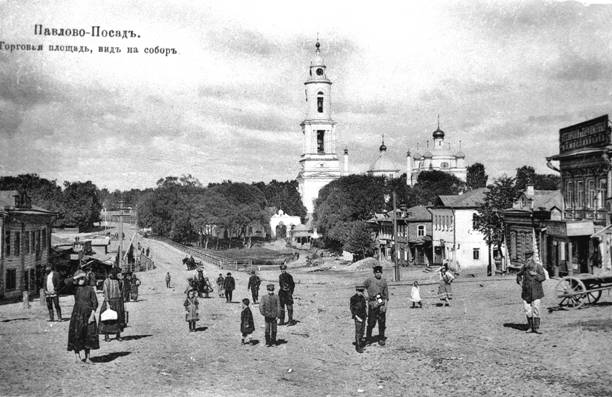
パヴロフスキー・ポサードの風景（1900年代）

帝政ロシア期